# Dasyphora himalayensis
Dasyphora himalayensis är en tvåvingeart som beskrevs av Adrian C. Pont 1972. Dasyphora himalayensis ingår i släktet Dasyphora och familjen husflugor. Inga underarter finns listade i Catalogue of Life.